# Handymax

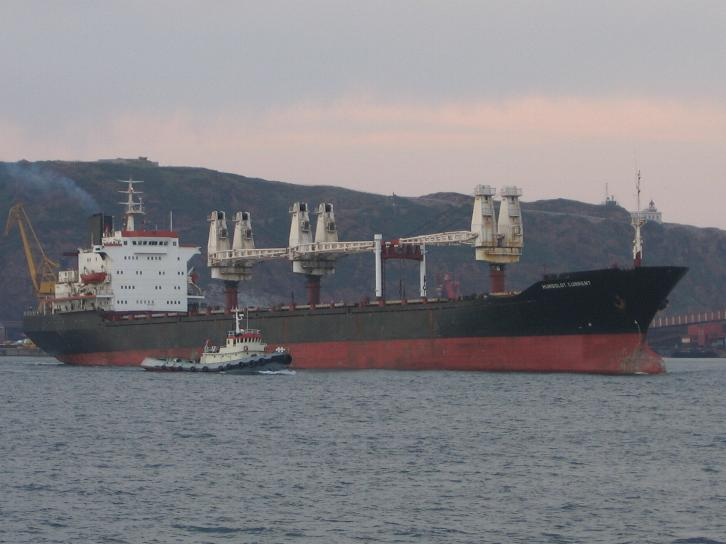
Nave Handymax

Con il termine Handymax si intendono quelle navi da carico la cui portata lorda è compresa tra le 40.000 e le 50.000 tonnellate e la cui lunghezza varia tra i 150 e i 200 m (492 - 656 ft)